# Xanthorhoe alpinata
Xanthorhoe alpinata là một loài bướm đêm trong họ Geometridae.